# Wydział Prawa Uniwersytetu Wileńskiego

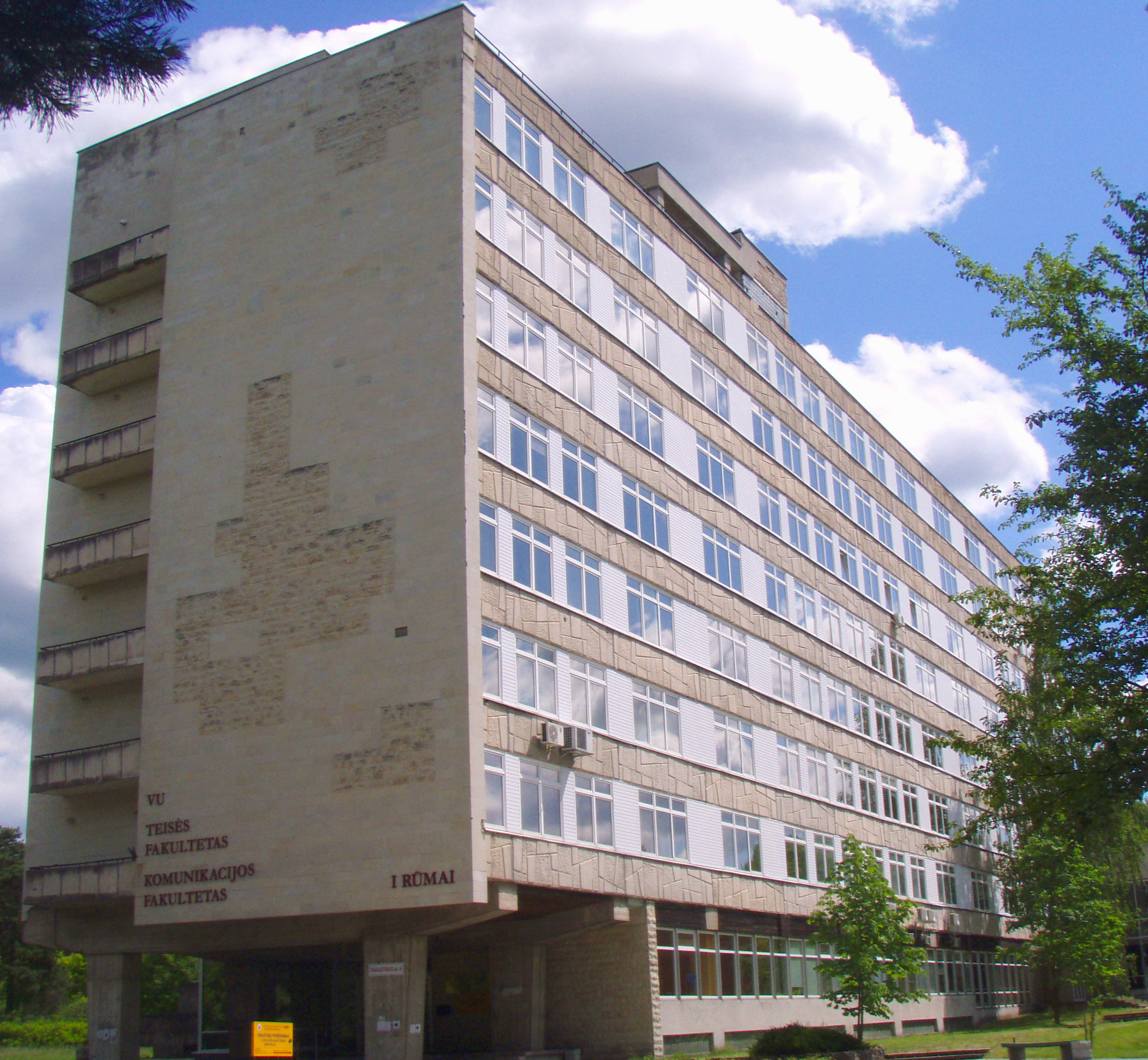
Wydział Prawa Uniwersytetu Wileńskiego

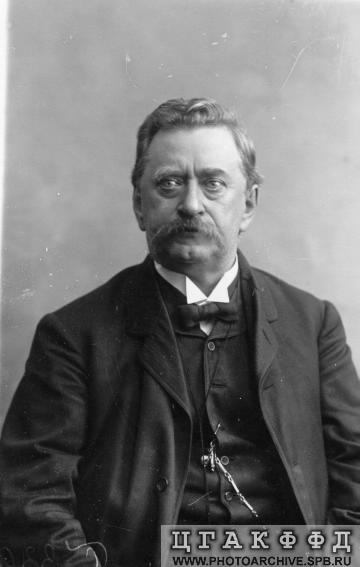
Alfons Parczewski

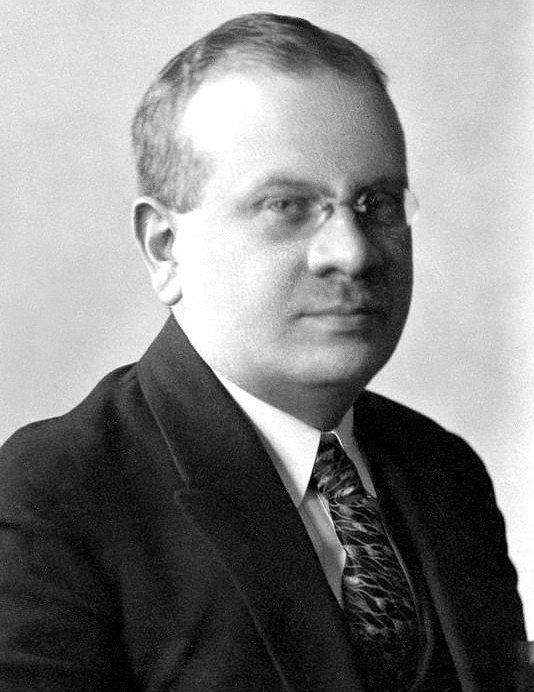
Wacław Komarnicki

Wydział Prawa Uniwersytetu Wileńskiego – wydział Uniwersytetu Wileńskiego, dawniej Wydział Prawa i Nauk Społecznych Uniwersytetu Stefana Batorego.

## Dziekani
- 1919-1923: prof. Alfons Parczewski
- 1924-1927: prof. Wacław Komarnicki
- 1925-1926: prof. Eugeniusz Waśkowski
- 1926-1927: prof. Wacław Komarnicki
- 1927-1929: prof. Franciszek Bossowski
- 1929-1930: prof. Stefan Ehrenkreutz
- 1934-1936: prof. Bronisław Wróblewski
- 1936-1937: prof. Jerzy Panejko
- 1937-1939: prof. Bolesław Wilanowski
- 1940–1941: prof. Vaclovas Biržiška
- prof. Ipolitas Nekrošius
- prof. Pranas Kūris
- doc. Zenonas Namavičius
- 1967-1968: prof. Alfonsas Žiurlys
- do 2002 doc. Viktoras Tiažkijus
- od 2002: prof. Vytautas Nekrošius

## Absolwenci i studenci
- Šarūnas Adomavičius
- Simonas Alperavičius
- Petras Baguška
- Zbigniew Balcewicz
- Gintaras Balčiūnas
- Juliusz Bardach
- Wacław Białkowski
- Gintautas Bužinskas
- Henryk Chmielewski
- Henryk Dembiński - prawo i filozofia
- Stanisław Dobosz - prawo i ekonomia
- Eustachy Januszkiewicz
- Zygmunt Kapitaniak
- Pranas Kūris
- Czesław Miłosz - polonistyka, potem prawo
- Franciszek Morze
- Vytautas Pakalniškis
- Jonas Prapiestis
- Zenonas Petrauskas (1950-2009)
- Aleksander Rymkiewicz
- Egidijus Šileikis
- Juliusz Słowacki
- Stanisław Stomma
- Stasys Šedbaras
- Remigijus Šimašius (ur. 1974)
- Andrzej Towiański
- Arūnas Valinskas
- Witold Wenclik.